# احتباس البيض
احتباس البيض (بالإنجليزية: Egg binding)‏ هي عدم قدرة الأنثى على إخراج بيضة أو أكثر. هذا المصطلح ينطبق عادة على الحيوانات البياضة ولكن يمكن أن يستخدم أيضا للإناث الولودة في حال احتباس بيضة ميتة.